# Atrichopogon yamabukiensis
Atrichopogon yamabukiensis är en tvåvingeart som beskrevs av Clastrier 1986. Atrichopogon yamabukiensis ingår i släktet Atrichopogon och familjen svidknott.
Artens utbredningsområde är Kongo. Inga underarter finns listade i Catalogue of Life.